# ASK Schwadorf

Letztes Vereinslogo bis 2008

Älteres Logo

Der ASK Schwadorf war ein am 9. November 1938 gegründeter österreichischer Fußballverein aus Schwadorf. Nach Ende der Saison 2007/08 wurde er in FC Trenkwalder Admira umbenannt. Am 6. Juni 2008 wurde in der Folge der neue Verein Sportklub Schwadorf 1936 gegründet, der den Ligaplatz der ehemaligen ASK-Amateure in der niederösterreichischen 2. Landesliga Ost einnahm, und dort mit einem größtenteils aus ehemaligen ASK-Amateuren bestehenden Kader an den Start ging. Er spielt derzeit in der 1. Liga Ost (7. Liga, Stand: Saison 2016/17) in Niederösterreich.

## Geschichte
Lange Zeit spielte der ASK Schwadorf nur in der Bezirksliga. Dies änderte sich als der Unternehmer Richard Trenkwalder den Verein übernahm. 2002 wurde der ASK Schwadorf Gewinner der sechstklassigen 1. Klasse Ost, 2003 fünftklassigen Gebietsliga Süd/Ost – Zusätzlich konnte man mit dem Gewinn des niederösterreichischen Landescups den ersten Titel der Vereinsgeschichte erreichen. 2004 schaffte man den Durchmarsch in die 1. Landesliga. Es dauerte nur zwei Jahre, bis der ASK Schwadorf wieder den Aufstieg schaffte, diesmal in die drittklassige Regionalliga. 2007 schaffte der Klub, sich gegen die Konkurrenten Wiener Sportklub, First Vienna FC 1894 und PSV Team für Wien durchzusetzen und bereits drei Spieltage vor Schluss den Aufstieg in die Erste Liga perfektzumachen.
Der Verein startete mit dem Ziel Zweitliga-Meister zu werden in die Saison 2007/08. Dazu wurden die ehemaligen Nationalspieler Roman Mählich, Marek Kincl, Jozef Valachovič, Anton Ehmann und Marcus Pürk geholt. Viele Trainer und Beobachter sahen in Schwadorf mit diesen Neuzugängen und den beiden bestehenden Größen Thomas Mandl und Michael Wagner den klaren Favoriten, jedoch erlitt man einen Fehlstart und nach zwei sieglosen Spielen wurde Attila Sekerlioglu entlassen und durch den ehemaligen österreichischen WM-Teilnehmer Bernd Krauss ersetzt. Doch auch durch ihn kamen die Schwadorfer nicht richtig in Fahrt (23 Punkte aus 18 Spielen), weswegen auch er sein Amt niederlegen musste. Heinz Peischl wurde an seiner Stelle geholt.
Im Sommer 2008 wurde der ASK Schwadorf in „FC Trenkwalder Admira“ umbenannt. Der eigentliche VfB Admira Wacker Mödling spielte in der Regionalliga unter dem Namen FC Trenkwalder Admira Amateure weiter. Gleichzeitig wechselten die meisten Spieler der in der 2. Landesliga Ost spielenden ASK-Amateurmannschaft zum neu gegründeten Sportklub Schwadorf 1936.

## Titel und Erfolge
- 1 × Meister Regionalliga Ost: 2007
- 1 × Niederösterreichischer Landesmeister: 2006
- 1 × Niederösterreichischer Landescupsieger: 2003

## Bekannte Spieler
- Vladimír Kinder (2004–2005)
- Michael Wagner (2006–2007)
- Roman Mählich (2007)
- Thomas Mandl (2007–2008)
- Marek Kincl (2007–2008)
- Jozef Valachovič (2007–2008)
- Anton Ehmann (2007–2008)
- Marcus Pürk (2007–2008)

## Bekannte Trainer
- Bernd Krauss (2007)